# Pedicia procteriana
Pedicia (Pedicia) procteriana là một loài ruồi trong họ Pediciidae. Chúng phân bố ở vùng sinh thái Nearctic.